# Марьяновка (Радомышльский район)
Марья́новка (укр. Мар'янівка) — село на Украине, находится в Радомышльском районе Житомирской области.
Код КОАТУУ — 1825085202. Население по переписи 2001 года составляет 113 человек. Почтовый индекс — 12255. Телефонный код — 4132. Занимает площадь 0,298 км².

## Адрес местного совета
12255, Житомирская область, Радомышльский р-н, с.Ленино, ул.Ленина